# سالار فاتح
میرزا علی خان دیوج یا علی دیوسالار کُجوری (زاده ۱۲۴۵ - درگذشت ۱۳۲۶) ملقب به سالار فاتح از مبارزان و ملاکان و متنفذان مازندران و از مردم شهرستان نور و کجور بود. پدرش میرزا رضاقلی از اهالی روستای کالج و مادرش گوهرخانم برادرزاده میرزا محمدرضاخان صدیق‌الدوله بود. وی تحصیلاتش را در تبریز نزد دایی اش میرزا حسن‌خان احسن‌الملک که در آنجا برای دربار قاجار کار می‌کرد به پایان رساند. در سال ۱۳۰۶ قمری دایی‌اش او را به عنوان سرپست خالصجات سلماس و بعد سرپرست ارامنه گمارد. پس از آن برای مدتی نایب‌الحکومه چهریق، دهخوارقان، ممقان، گوگان و اسکو بود. بعدها به درجه سرهگنی نایل گردید و در انقلاب‌های اوائل مشروطیت و در فتح قزوین و تهران نقش مهمی داشت؛ پس از فتح تهران به دست مشروطه خواهان او به کفالت نظمیه تهران برگزیده شد و از طرف مجلس میلیون ایران در رجب ۱۳۲۷ ه‍.ق لقب سالار فاتح یافت. او در دوران مبارزات چهار کتاب نوشت و به تفنن شعر می‌گفت. دیوان شعر سالار فاتح برای اولین بار در سال ۱۳۹۴ به چاپ رسید. همچنین کتاب‌های خاطرات سالار فاتح، جغرافیای سیاسی مشهد و شهبال اسپیدبال از وی به چاپ رسیده‌است. او اولین کتاب خود را که جغرافیای سیاسی مشهد بود در سن ۳۱ سالگی نوشت.

## شرح حال
میرزا علی خان دیوسالار ملقب به سالار فاتح در سال ۱۲۴۵ شمسی (۱۲۸۳ قمری) در قریه کالج کجور واقع در مازندران متولد شد. پدر وی میرزا رضا قلی خان کجوری کالجی و مادرش گوهر خانم، دختر حاجی میرزا عبدالرحیم نوری یاسلی معروف به حاجی وزیر بود. پدر و مادر او با یکدیگر پسردایی و دختر عمه بودند. مادر میرزا علی خان دیوسالار در کودکی از دنیا رفت و پدر وی نیز توجه ای به او نداشت به همین دلیل وی نزد دایی خود میرزا محمدخان نوری که در قریه یاسل نور زندگی مرفه ای داشت بزرگ شد. زمانی که میرزا رضای صدیق الدوله (عموی مادر سالار فاتح) در آذربایجان در دستگاه مظفرالدین شاه ولیعهد بود و حاجی وزیر (جد مادری سالار فاتح) نیز آنجا قدرت تمکنی داشت در حدود شانزده سالگی به همراه پدر خود، میرزا رضا قلی خان کجوری کالجی، به تبریز رفت. در همین زمان بود که آثار رشد و ذوق میرزا علی (سالار فاتح) ظاهر بود چنان‌که در سال ۱۲۹۸ قمری در خوی برای مهرخان والی، حاکم خوی، مسمطی ساخت و نویر تخلص نمود. در سال ۱۳۰۲ قمری میرزا علی (سالار فاتح) به همراه پدر به تهران آمد و به یاسل نور نزد دایی و پسر دایی خود میرزا ابراهیم نوری (عون الممالک) رفت و چند ماهی آنجا مانده و سپس در سال ۱۳۰۳ قمری به تهران پیش پدر خد میرزا رضا قلی خان کجوری کالجی آمد.
در سال ۱۳۰۶ قمری بار دیگر میرزا علی ان به تبریز نزد دایی بزرگ خود، میرزا حس خان احسن الملک، رفت و از طرف او به مباشرت خالصجات سلماس و نیابت حکومت چهریق منصوب شد. در چهریق به سبب جنگی که با اکراد متمرد کرد مجروح گردید. چندی بعد به نیابت حکومت دهخوارقان و مامقان و کاوکان و اسکو منصوب شد و در سال ۱۳۰۸ قمری با دختر دایی خود، موسوم به کشور، را به زنی گرفت. در همین سال میرزا علی خان (سالار فاتح) از جانب حسنعلی خان امیرنظام گروسی، پیشکار آذربایجان، مأمور گرفتن محمد حسن قازجهانی، دزد و یاغی معروف، و سرکوبی دسته او شد. میرزا علی خان (سالار فاتح) با عده ای از قازجهانی را محاصره کرد و پس از جنگ سختی او را کشته و همراهانش را اسیر کرده و به تبریز برد و در سال ۱۳۰۹ قمری به درجه سرهنگی و حکومت دهخوارقان نائل گشت.
در سال ۱۳۱۰ قمری هنگامی که میرزا علی خان سرهنگ (سالار فاتح) در قراورن میاندوآب بود مرض عالمگیر وبا از بادکوبه و اردبیل به تبریز رسید. زوجه وی که در تبریز بود بیمار شد و درگذشت. سرهنگ (سالار فاتح) دو روز در تبریز ماند و سپس با پسردایی و باجناغ خود میرزا ابراهیم خان که او هم زنش به همین مرض درگذشته بود از تبریز به ملک کندی، از خالصجات دولتی، رفته در آنجان سوگنامه ای به نظم درآورد و بعد از بیست روز متفقاً به قزاورن و حیدرآباد محل سکونت سرهنگ (سالار فاتح) رفتند و چون بیماری تخفیف یافت پس از بیست روز به شهر تبریز، که از ناخوشی وبا صدمه بسیار دیده بود، بازگشتند و از آنجا تدراک سفر خراسان دیده به تهران آمدند. راه خراسان سرهنگ (سالار فاتح) کتاب جغرافیای تاریخی مشهد را نوشت.
بعد از بیست و یک ماه توقف در مشهد میرزا حسن خان نوری دایی او تلگراف کرده سرهنگ (سالار فاتح) و میرزا ابراهیم خان را به تبریز احضار نمود. آن دو از مشهد حرکت کرده از راه عشق آباد به تبریز رفتند و این در سال ۱۳۱۲ قمری بود. در این وقت میرزا احمد خان کجوری کالجی برادر کوچک سرهنگ (سالار فاتح) از مازندران به تبریز آمده و به برادر پیوست. میرزا علی خان (سالار فاتح) در سال ۱۳۱۲ و ۱۳۱۳ قمری از جانب عین الدوله پیشکار مظفرالدین میرزا ولیعهد، حکومت سلماس و سرپذستی ارامنه آنجا را داشت و در اواخر سال ۱۳۱۳ قمری معزول شده و به تبریز آمد و از آنجا نزد میرزا ایراهیم خان پسردایی خود که نیابت حکومت مرند را داشت رفت.
در ذی القعهد سال ۱۳۱۳ قمری به اتفاق میرزا ابراهیم خان و برادر کوچک خود میرزا احمدخان کجوری کالجی به سوی تهران حرکت کردند لکن بر اثر سعایت اطرافیان عین الدوله که، بی سببی معقول، قصد آزار او و میرزا ایراهیم خان را داشتند هر سه پیش عین الدوله رفتند. همین وقت خبر کشته شدن ناصرالدین شاه از تهران به عین الدوله تلگراف شد و بر اثر اضطراب و اختلالی که در امور پیشکاری آذربایجان روی داد دشمنان میرزا علی خان سرهنگ (سالار فاتح)، که در دستگاه عین الدوله قدرتی داشتند، بدون اطلاع پیشکار آن سه تن را در انبار دولتی زندانی کردند. روز سوم آنان از زندان تبریز گریخنه سوی مرز عثمانی رفتند. عمال پیشکاری به مأمورین راه تلگراف کرد که فراریان را دستگیر کنند. ایشان در راه به دسته سواران قاسوارن که قصد دستگیری آنان را داشتند برخوردند و با جنگ و گریز توانستند خود را به قریه شکریاری (دهی از دهستان حومه بخش شاهپور شهرستان خوی بیست کیلومتری شمال خاوری شاهپور) برسانند. در اینجا مردم ده به اغوای سوارانی که در تعقیب ایشان بودند آنها را دستگیر کرده به خوی بردند. بنا به خواهش میرزا علی خان (سالار فاتح) وی را به منزل میرزا علی قلی حافظ الصحه حاکم آنجا وارد کردند. او روز در خانه حاکم ماند و شب پیاده گریخت به خود را به یاش قلعه و وان در خاک عثمانی برساند. لکن در شب تاریک سرد طوفانی راه را گم کرده به دهی به نام کورتای متعلق به میرزا حسن خان دایی خود رسید و چون شنید که برادرش و میرزا ابراهیم خان در مقبره خوی بست نشسته‌اند خود را به مقبره رسانید. حکومت در فکر بیرون آوردن آنها از مقبره افتاد. دختر دایی میرزا علی خان (سالار فاتح) که در خوی بود چون دانست که آنان در مقبره تحصن جسته‌اند کمک‌هایی از حیث غذا و لباس به آنها کرد. بستیان در مقبره نامه‌هایی به تبریز و تهران برای نصرت السلطنه، دایی مظفرالدین‌شاه و میرزا رضای صدیق الدوله نوشتند. نصرت الدوله به حکومت دستور داد که مزاحم آنان نشوند و صدیق الدوله از تهران نامه ای به آنان فرستاد که چون امین الدوله حاکم جدید آذربایجان به تبریز رسید ایشان از خوی پیش او روند.
میرزا علی خان که در این سال‌ها بر اثر مطالعه کتب و روزنامه‌ها و آشنایی به اوضاع و احوال فرنگ به فواید آراد و حکومت ملی پی برده بود هنگام تحصن در مقبره خوی به تصنیف کتابی بر ضد حکومت استبدادی و سلطنت جابره پرداخت. وی مطالب خود را تقریر و میرزا ابراهیم خان آنها را می‌نوشت و اوراق کتاب را زیر فرش بالاخانه مقبره پهن می‌کردند که اگر گرفتار شوند آن اوراق موجب زحمت آنان نشود. پس از رسین نامه میرحوم میرزا رضای صدیق الدوله سرهمنگ (سالار فاتح) با برادر و پسردایی خود به تبریز حرکت کردند.
در تبریز یک شب مانده صبح سوی باسمنج به استقبال امین الدوله والی آذربایحان رفتند و با وی به تبریز وارد شدند.
بعد آز آنکه امین الدوله از حکومت آذربایجان به تهران احضار شد میرزا علی خان سرهنگ با وی به تهران آمد.
در اوایل سال ۱۳۱۵ قمری سرهنگ (سالار فاتح) مأمور شد که به کرمانشاه رفته بقایای مالیاتی حسنعلی خان امیرنظام گروسی را که سال قبل از آن در کرمانشاهان حکومت داشت وصول کند.
میرزا علی خان (سالار فاتح) به درجه سرتیپی ارتقا یافته از تهران به تبریز آمد و به اتفاق.میرزا ابراهیم خان نوری، پسر دایی خود، به کرمانشاهان رفت. سرتیپ (سالار فاتح) با پسردایی خود مدت بیست و یک ماه در کرمانشاهان ماند و با خاندان بزرگ نبی خان رویانی (صارم الممالک رئیس) آَشنا شد, و اینجا در اواخر سال ۱۳۱۵ قمری ازدواج نمود. در کرمانشاه رسالهٔ «سان سالارالدوله» را نوشته عیوب اداره لشکر و اعمال ابنای سلطنت را آشکار ساخت.
در مراجعت از کرمانشاهان سرتیپ چندی در تهران مانده بعد به نور مازندران رفت.
در سال ۱۳۱۷ که محمدولی خان نصرالسلطنه تنکابنی (که بعدها لقب سپهدار اعظم و سپهسالار گرفت) حاکم گیلان گردیده بود، میرزا علی خان سرتیپ (سالار فاتح) از قریه یاسل نور با زن و فرزندان خود به رشت رفته در اداره حکومتی به کار پرداخت. از طرفی نبی خان رویانی (صارم الممالک رئیس) بزرگ خاندان خواجوند خزاعی و رویانیان با بازگشت به مازندران که قبلا به آن تبعید شده بود پس از مبارزات سخت رئیس ایل (ایل بیکی) خواجوند کجور و سالار فاتح رئیس کلارستاق شد. در رمضان ۱۳۲۰ قمی به تنکابن رفته و مدتی در آنجا ساکن گردید و به امور ملکداری پرداخت. پس از صدور فرمان مشروطیت به ساری رفته با آزادخواهان ساری انجمن حقیقت را تشکیل داد و با آنان مدرسه ای ایجاد کرد.

### عصر مشروطه
در سال ۱۳۲۵ قمری و هنگام توپ بستن مجلس شورای ملی (۲۳ جکادی الاولای ۱۳۲۶ قمری) وی همچنان در ساری مقیم بود. پس از توپ بستن مجلس مجلس و گرفتاری آزادی خواهان و فجایع باغشاه سرتیپ از ساری فرار کرده از راه آمل و بلده نور به تهران آمد. در علی‌آباد (قائمشهر) شنید که در تبریز ستارخان و باقرخان قیام کرده‌اند و مردم این شهرها با دولتی‌ها در حال نبرد هستند. در تهران پسرعمویش میرزا ابراهیم خان کجوری (ضیغم السلطان) که همراه امیر اسعد تنکابنی پسر سپهدار محمد ولی خان تنکابنی (سپهدار) به تهران آمده بود به او اطلاع داد که امیر اسعد به امر سپهدار به آذربایجان می‌رود. میرزعلی خان که فکر پیوستن به آزادی خواهان تبریز بود به ملاقات امیر اسعد رفت. او از سرتیپ (سالار فاتح) دعوت کرد که به تبریز برود. سرتیپ این پیشهاد را پذیرفت و به مراهی امیر اسعد و افرادش به تبریز رفت. سپهدار چون از بودن عین الدوله در تبریز خشنود نوبد پس از سازش پهانی با مجاهدین امیر اسعد را به جانشینی خود گذاشت و به سمت خرم‌آباد مرکز تنکابن حرکت کرد. امیر اسعد هم با مشورت میرزاعلی خان (سالار فاتح) و بزرگان دیگر اردو از خدمت متعذر و مستعفی شد و به سوی تنکابن به راه افتاد. میرزا علی خان (سالار فاتح) با این اندیشه که در تنکابن جنبشی بر ضد محمد علی میرزا پدیدآورد با او همراهی کرد. امیر اسعد تنکابنی که قول همکاری به مجاهدین را داده بود پس از رسیدن به تنکابن قول خود را کار نبست ولی چون سپهدار با مشروطه خواهان هم رای شد و در چهاردهم ذی القعده ۱۳۲۶ انجمنی هم در خرم‌آباد مرکز تنکابن واقع در مازندران تأسیس گردید میرزاعلی خان (سالار فاتح) نزد محمد ولی خان تنکابنی (سپهدار) رفته به آزادی خواهان پیوست. پس از پیش آمد عاشورای ۱۳۲۷ یعنی کشته شدن میرعلی اکبر نامی از دسته عزادار تبریز در رشت به دست یکی از کسان آقا بالاخان حکمران رشت و دعوت کمیته ستار رشت از سپهدار به رفتن به رشت، میزا علی خان (سالار فاتح) نیز با محمدولی خان تنکابنی (سپهدار) حرکت کرده از مازندران از راه دریا با هم به انزلی رفتند و سرتیپ (سالار فاتح) از آنجا به استخبار به سوی رشت آمد و وقتی دروازه رشت رسید که معزالسلطان و سایر مجاهدین آقابالاخان حاکم رشت را کشته شهر را تصرف کرده بودند (۱۶ محرم ۱۳۲۷ قمری).
از آن پس میرزا علی خان (سالار فاتح) و یپرم خان ارمنی در جنگ‌هایی که با قزاقان و طرفداران محمدعلی‌شاه وقوع یافت و به قتح تهران انحامید یعنی در جتگ یوزباشی چای، جنگ نکی (نیکویه)، فتح قزوین، جنگ شاه آباد و جنگ بادامک که وی در آنها سهم و اثر مهم داشته هموتره به شهادت مدارک موجود در حمله پیشرو و در در عقب‌نشینی آخرین افراد بوده‌است.
پس از فتح تهران به دست مجاهدین مازندران و گیلان و قزوین و بختیاری و ارمنی در سحرگاه روز چهارشنبه ۲۵ جمادی الثانی ۱۳۲۷ و پناهنده شدن محمدعلی شاه به سفارت روس در جکعه ۲۵ جمادی الثانی ۱۳۲۷ قمری در رجب ۱۳۲۷ کمیسیون فوقالعاده به پاس فداکاری‌های میرزا علی خان سرتیپ به موجب فرمانی اورا سالار فاتح لقب دادند و این نخستین فرمانی بود که پس از استبداد صغیر صادر شد.